# SK Dolní Kounice
SK Dolní Kounice (celým názvem: Sportovní klub Dolní Kounice) je český fotbalový klub, který sídlí v Dolních Kounicích v Jihomoravském kraji. Založen byl v roce 1921. Od sezony 2014/15 nastupuje v Okresní soutěži Brno-venkov (9. nejvyšší soutěž).
Ve své době byl dolnokounický klub nejlepším regionálním klubem, jehož domácí zápasy navštěvovali fanoušci z celého okolí. Největším úspěchem klubu byl postup do druhé nejvyšší soutěže v ČR. Za mužstvo Dolních Kounic nastoupilo i několik bývalých reprezentantů, např. Petr Samec. Mezi nejznámější hráče hrající za Dolní Kounice patřili David Kalivoda a Martin Abraham. Současným předsedou klubu je Petr Matuška.

## Historie
Zdroje: 

### Předválečná léta
První schůzka nadšenců fotbalu v Dolních Kounicích se sešla v roce 1920 a dne 7. února 1921 došlo k historické ustavující schůzi, kde se prvním předsedou stal Karel Prchlík. Sportovní klub Dolní Kounice si záhy našel rovnocenného soupeře v SK Ivančice, s ním pak sváděl rovnocenné souboje o prestiž v celém kraji. Klub rostl a kromě fotbalového vznikly také oddíly hokejové, tenisové, atletické, házenkářské a šermířské. Klub měl takové množství obdivovatelů, že si občas dovolil i pozvání předních českých a moravských klubů, dokonce i ze zahraničí, zejména z Vídně.

### Po druhé světové válce
Po druhé světové válce všechny oddíly až na fotbalový zanikají. Až do roku 1962 hrál fotbalový oddíl krajskou soutěž. Poté se v Dolních Kounicích hrály 25 let okresní soutěže, hlavně III. třída. Až v roce 1974 opět kouničtí fotbalisté vybojovali I. B třídu. V roce 1976 došlo k úpravám hřiště, tribun i kabin. Díky reorganizaci se Kounice opět ocitly v okresním přeboru. Bez velkých událostí proběhla léta osmdesátá a přibližovala se léta devadesátá.

### Rozkvět v letech devadesátých
V ročníku 1993/94 hrálo 1. mužstvo v okresním přeboru. Do klubu vstoupila jako sponzor firma WELT. Následovaly velké změny ve výboru, hráčském kádru i na postu trenéra. Na konci sezony mužstvo skončilo na 1. místě s celkovým skóre 120:15 a postoupilo do I. B třídy. Po postupu došlo k fúzi s Náměští nad Oslavou a tím i k získání účasti v I. A třídě. V sezoně 1994/95 došlo k dalším úpravám stadionu, bylo vybudováno travnaté hřiště a nové škvárové na pozemku vedle stadionu. Po tuto dobu hrály Dolní Kounice na hřišti v Pohořelicích, kde se 24. června 1995 hrálo rozhodující utkání za účasti 2 500 diváků proti Tasovicím. Dolní Kounice zvítězily 4:0 a vyhrály celou soutěž. V sezoně 1995/96 došlo k přejmenování na Roubina Dolní Kounice a k postupu už do divize. Postup se podařil v jubilejním roce 1996, kdy dolnokounická kopaná slavila 75 let existence. Divizní soutěž hrály Dolní Kounice v letech 1996 až 1998. Po kvalitní přípravě na jaře 1998 došlo k historickému úspěchu, Roubina porazila Polešovice 5:0 a postoupila do MSFL (3. nejvyšší soutěž). Následující roky hrály Dolní Kounice spíše ve středu tabulky, až v ročníku 2001/02 bojovaly Dolní Kounice opět o příčky nejvyšší, když nakonec po boji až do posledního kola skončily druhé za mužstvem Kunovic. Přes tuto skutečnost jim byl nabídnut postup do 2. ligy, který přijaly. V této soutěži působily Dolní Kounice v sezoně 2002/03, kde se umístily na posledním 16. místě. Po sestupu se Dolní Kounice opět držely v první polovině tabulky MSFL,ale z nedostatku financí přešel FC Dolní Kounice Group do Tatranu Brno Kohoutovice.

### Nový začátek
1. července 2004 vznikla nová organizace SK Dolní Kounice a začalo se od začátku. Zpočátku měla jen 80 dětí a mládeže v kategoriích žáci a dorostenci pod Tatranem Kohoutovice. Na jaře v r. 2005 Sportovní klub Dolní Kounice přihlásil i kategorii muži do základní IV. třídy. S ohledem na skutečnost, že mládežnické týmy neustále hrály pod Tatranem Kohoutovice na fotbalovém hřišti v Dolních Kounicích, došlo k odloučení mládežnických týmů pod SK Dolní Kounice. Opětovně tyto týmy reprezentovaly SK Dolní Kounice, kdy dorost hrál I. třídu a žáci okresní přebor. V letech 2006 až 2013 nastupovaly Dolní Kounice v kategoriích mužů, dorostu, starších a mladších žáků. Muži se opakovaně umisťovali na předních příčkách ve IV. třídě, avšak postup jim stále unikal.
V sezóně 2013/2014 A-tým konečně vybojoval dlouho očekávaný postup do III. třídy. Vedení klubu a trenéři a se následně zaměřili na výchovu nejmenších hráčů, kdy byla postupně založena mini přípravka, mladší a starší přípravka, které předváděly vynikající výkony. Tato družstva pravidelně vyhrávala různé turnaje, kde vítězila nad týmy reprezentující Brno a jiná okresní města. V letech 2017 až 2019 se rozrostla mládežnická základna a byly obsazeny všechny věkové kategorie od mini přípravky až po mladší žáky.
V sezóně 2021/2022 muži postoupili do Okresního přeboru. V současnosti v dresu Dolních Kounic nastupují muží, starší žáci, mladší žáci, dva týmy starší přípravky a dva týmy mladší přípravky.

## Stadion
Stadion se nachází v Zámecké ulici č.p. 695 a jeho kapacita je celkem 3 136, z toho k sezení 636 míst.

## Historické názvy
- 1921 – SK Dolní Kounice (Sportovní klub Dolní Kounice)
- 1948 – JTO Sokol Dolní Kounice (Jednotná tělovýchovná organisace Sokol Dolní Kounice)
- 1952 – ZSJ STS Dolní Kounice (Základní sportovní jednota Strojní a traktorová stanice Dolní Kounice)
- 1953 – DSO Dynamo Dolní Kounice (Dobrovolná sportovní organisace Dynamo Dolní Kounice)
- 19?? – TJ Dynamo Dolní Kounice (Tělovýchovná jednota Dynamo Dolní Kounice)
- 1993 – SK Dolní Kounice (Sportovní klub Dolní Kounice)
- 1996 – FC Roubina Dolní Kounice (Football Club Roubina Dolní Kounice)
- 2000 – FC Group Dolní Kounice (Football Club Group Dolní Kounice)
- 2004 – SK Dolní Kounice (Sportovní klub Dolní Kounice)

## Bývalí hráči
- David Kalivoda
- Martin Abraham

## Umístění v jednotlivých sezonách
Stručný přehled
Zdroj: 
- 1978–1979: I. B třída Jihomoravského kraje – sk. A
- 1992–1994: Okresní přebor Brno-venkov
- 1994–1995: I. A třída Jihomoravské župy – sk.B
- 1995–1996: Jihomoravský župní přebor
- 1996–1998: Divize D
- 1998–2002: Moravskoslezská fotbalová liga
- 2002–2003: 2. liga
- 2003–2004: Moravskoslezská fotbalová liga
- 2004–2005: bez soutěže
- 2005–2014: Základní třída Brno-venkov – sk. B
- 2014–2015: Okresní soutěž Brno-venkov – sk. A
- 2015–2017: Okresní soutěž Brno-venkov – sk. B
- 2017– : Okresní soutěž Brno-venkov – sk. A

Jednotlivé ročníky
Zdroj: 
Legenda: Z – zápasy, V – výhry, R – remízy, P – porážky, VG – vstřelené góly, OG – obdržené góly, +/− – rozdíl skóre, B – body, červené podbarvení – sestup, zelené podbarvení – postup, fialové podbarvení – reorganizace, změna skupiny či soutěže
| Československo (1978 – 1993) |                                            |                                            |                                            |                                            |                                            |                                            |                                            |                                            |                                            |                                            |                                            |
| Sezóny                       | Liga                                       | Úroveň                                     | Z                                          | V                                          | R                                          | P                                          | VG                                         | OG                                         | +/−                                        | B                                          | Pozice                                     |
| 1978/79                      | I. B třída Jihomoravského kraje – sk. A    | 6                                          | 26                                         | 8                                          | 3                                          | 15                                         | 40                                         | 50                                         | −10                                        | 19                                         | 10.                                        |
| ...                          |                                            |                                            |                                            |                                            |                                            |                                            |                                            |                                            |                                            |                                            |                                            |
| 1992/93                      | Okresní přebor Brno-venkov                 | 8                                          | 26                                         | 12                                         | 4                                          | 8                                          | 52                                         | 33                                         | +19                                        | 28                                         | 4.                                         |
| Česko (1993 – )              |                                            |                                            |                                            |                                            |                                            |                                            |                                            |                                            |                                            |                                            |                                            |
| Sezóny                       | Liga                                       | Úroveň                                     | Z                                          | V                                          | R                                          | P                                          | VG                                         | OG                                         | +/−                                        | B                                          | Pozice                                     |
| 1993/94                      | Okresní přebor Brno-venkov                 | 8                                          | 30                                         | 27                                         | 1                                          | 2                                          | 120                                        | 15                                         | +105                                       | 55                                         | 1.                                         |
| 1994/95                      | I. A třída Jihomoravské župy – sk.B        | 6                                          | 26                                         | 17                                         | 6                                          | 3                                          | 73                                         | 21                                         | +52                                        | 57                                         | 1.                                         |
| 1995/96                      | Jihomoravský župní přebor                  | 5                                          | 30                                         | 19                                         | 6                                          | 5                                          | 71                                         | 32                                         | +39                                        | 63                                         | 1.                                         |
| 1996/97                      | Divize D                                   | 4                                          | 30                                         | 17                                         | 3                                          | 10                                         | 59                                         | 42                                         | +17                                        | 54                                         | 4.                                         |
| 1997/98                      | Divize D                                   | 4                                          | 30                                         | 18                                         | 7                                          | 5                                          | 67                                         | 32                                         | +35                                        | 61                                         | 1.                                         |
| 1998/99                      | Moravskoslezská fotbalová liga             | 3                                          | 30                                         | 12                                         | 8                                          | 10                                         | 32                                         | 30                                         | +2                                         | 44                                         | 7.                                         |
| 1999/00                      | Moravskoslezská fotbalová liga             | 3                                          | 28                                         | 9                                          | 6                                          | 13                                         | 32                                         | 45                                         | −13                                        | 33                                         | 11.                                        |
| 2000/01                      | Moravskoslezská fotbalová liga             | 3                                          | 30                                         | 11                                         | 8                                          | 11                                         | 44                                         | 42                                         | +2                                         | 41                                         | 10.                                        |
| 2001/02                      | Moravskoslezská fotbalová liga             | 3                                          | 30                                         | 17                                         | 8                                          | 5                                          | 57                                         | 27                                         | +30                                        | 59                                         | 2.                                         |
| 2002/03                      | 2. liga                                    | 2                                          | 30                                         | 5                                          | 7                                          | 18                                         | 26                                         | 59                                         | −33                                        | 22                                         | 16.                                        |
| 2003/04                      | Moravskoslezská fotbalová liga             | 3                                          | 30                                         | 10                                         | 4                                          | 16                                         | 30                                         | 46                                         | −16                                        | 34                                         | 10.                                        |
| 2004/05                      | Mužský tým nebyl přihlášen v žádné soutěži | Mužský tým nebyl přihlášen v žádné soutěži | Mužský tým nebyl přihlášen v žádné soutěži | Mužský tým nebyl přihlášen v žádné soutěži | Mužský tým nebyl přihlášen v žádné soutěži | Mužský tým nebyl přihlášen v žádné soutěži | Mužský tým nebyl přihlášen v žádné soutěži | Mužský tým nebyl přihlášen v žádné soutěži | Mužský tým nebyl přihlášen v žádné soutěži | Mužský tým nebyl přihlášen v žádné soutěži | Mužský tým nebyl přihlášen v žádné soutěži |
| 2005/06                      | Základní třída Brno-venkov – sk. B         | 10                                         | 22                                         | 14                                         | 4                                          | 4                                          | 54                                         | 29                                         | +25                                        | 46                                         | 3.                                         |
| 2006/07                      | Základní třída Brno-venkov – sk. B         | 10                                         | 22                                         | 11                                         | 4                                          | 7                                          | 46                                         | 39                                         | +7                                         | 37                                         | 4.                                         |
| 2007/08                      | Základní třída Brno-venkov – sk. B         | 10                                         | 22                                         | 11                                         | 3                                          | 8                                          | 45                                         | 46                                         | −1                                         | 36                                         | 5.                                         |
| 2008/09                      | Základní třída Brno-venkov – sk. B         | 10                                         | 22                                         | 16                                         | 1                                          | 5                                          | 66                                         | 36                                         | +30                                        | 49                                         | 2.                                         |
| 2009/10                      | Základní třída Brno-venkov – sk. B         | 10                                         | 20                                         | 4                                          | 5                                          | 11                                         | 23                                         | 58                                         | −35                                        | 17                                         | 10.                                        |
| 2010/11                      | Základní třída Brno-venkov – sk. B         | 10                                         | 22                                         | 4                                          | 6                                          | 12                                         | 39                                         | 69                                         | −30                                        | 18                                         | 11.                                        |
| 2011/12                      | Základní třída Brno-venkov – sk. B         | 10                                         | 22                                         | 7                                          | 4                                          | 11                                         | 46                                         | 66                                         | −20                                        | 25                                         | 7.                                         |
| 2012/13                      | Základní třída Brno-venkov – sk. B         | 10                                         | 26                                         | 19                                         | 2                                          | 5                                          | 90                                         | 44                                         | +46                                        | 59                                         | 3.                                         |
| 2013/14                      | Základní třída Brno-venkov – sk. B         | 10                                         | 26                                         | 21                                         | 2                                          | 3                                          | 114                                        | 25                                         | +89                                        | 65                                         | 1.                                         |
| 2014/15                      | Okresní soutěž Brno-venkov – sk. A         | 9                                          | 26                                         | 10                                         | 4                                          | 12                                         | 43                                         | 58                                         | −15                                        | 34                                         | 10.                                        |
| 2015/16                      | Okresní soutěž Brno-venkov – sk. B         | 9                                          | 26                                         | 5                                          | 4                                          | 17                                         | 37                                         | 83                                         | −46                                        | 19                                         | 13.                                        |
| 2016/17                      | Okresní soutěž Brno-venkov – sk. B         | 9                                          | 22                                         | 4                                          | 2                                          | 16                                         | 24                                         | 56                                         | −32                                        | 14                                         | 11.                                        |
| 2017/18                      | Okresní soutěž Brno-venkov – sk. A         | 9                                          | 26                                         | 6                                          | 5                                          | 15                                         | 39                                         | 87                                         | −48                                        | 23                                         | 12.                                        |
| 2018/19                      | Okresní soutěž Brno-venkov – sk. A         | 9                                          | 26                                         | 8                                          | 3                                          | 15                                         | 60                                         | 74                                         | −14                                        | 27                                         | 11.                                        |
| 2019/20                      | Okresní soutěž Brno-venkov – sk. A         | 9                                          |                                            |                                            |                                            |                                            |                                            |                                            |                                            |                                            |                                            |

## SK Dolní Kounice „B“
SK Dolní Kounice „B“ byl rezervním týmem Dolních Kounic, který se pohyboval v okresních soutěžích.

### Umístění v jednotlivých sezonách
Stručný přehled
Zdroj: 
- 2000–2001: Okresní přebor Brno-venkov
- 2001–2004: Okresní soutěž Brno-venkov – sk. A
- 2004–2013: bez soutěže (neaktivní)
- 2013–2016: Základní třída Brno-venkov – sk. B

Jednotlivé ročníky
Zdroj: 
Legenda: Z – zápasy, V – výhry, R – remízy, P – porážky, VG – vstřelené góly, OG – obdržené góly, +/− – rozdíl skóre, B – body, červené podbarvení – sestup, zelené podbarvení – postup, fialové podbarvení – reorganizace, změna skupiny či soutěže
| Česko (2000 – 2016)                                             |                                                 |                                                 |                                                 |                                                 |                                                 |                                                 |                                                 |                                                 |                                                 |                                                 |                                                 |
| Sezóna                                                          | Liga                                            | Úroveň                                          | Z                                               | V                                               | R                                               | P                                               | VG                                              | OG                                              | +/−                                             | B                                               | Pozice                                          |
| 2000/01                                                         | Okresní přebor Brno-venkov                      | 8                                               | 30                                              | 8                                               | 4                                               | 18                                              | 52                                              | 110                                             | −58                                             | 28                                              | 16.                                             |
| 2001/02                                                         | Okresní soutěž Brno-venkov – sk. A              | 9                                               | 26                                              | 12                                              | 4                                               | 10                                              | 54                                              | 49                                              | +5                                              | 40                                              | 5.                                              |
| 2002/03                                                         | Okresní soutěž Brno-venkov – sk. A              | 9                                               | 26                                              | 7                                               | 6                                               | 13                                              | 49                                              | 62                                              | −13                                             | 27                                              | 12.                                             |
| 2003/04                                                         | Okresní soutěž Brno-venkov – sk. A              | 9                                               | 26                                              | ...                                             | ...                                             | ...                                             | ...                                             | ...                                             | ...                                             |                                                 |                                                 |
| V období 2004–2013 nebylo B-mužstvo přihlášeno v žádné soutěži. |                                                 |                                                 |                                                 |                                                 |                                                 |                                                 |                                                 |                                                 |                                                 |                                                 |                                                 |
| 2013/14                                                         | Základní třída Brno-venkov – sk. B              | 10                                              | 26                                              | 3                                               | 0                                               | 23                                              | 23                                              | 121                                             | −98                                             | 9                                               | 14.                                             |
| 2014/15                                                         | Základní třída Brno-venkov – sk. B              | 10                                              | 22                                              | 7                                               | 1                                               | 14                                              | 40                                              | 62                                              | −22                                             | 22                                              | 10.                                             |
| 2015/16                                                         | Základní třída Brno-venkov – sk. B              | 10                                              | 20                                              | 7                                               | 5                                               | 8                                               | 46                                              | 58                                              | −12                                             | 26                                              | 7.                                              |
| 2016/17                                                         | B-mužstvo bylo odhlášeno před začátkem soutěže. | B-mužstvo bylo odhlášeno před začátkem soutěže. | B-mužstvo bylo odhlášeno před začátkem soutěže. | B-mužstvo bylo odhlášeno před začátkem soutěže. | B-mužstvo bylo odhlášeno před začátkem soutěže. | B-mužstvo bylo odhlášeno před začátkem soutěže. | B-mužstvo bylo odhlášeno před začátkem soutěže. | B-mužstvo bylo odhlášeno před začátkem soutěže. | B-mužstvo bylo odhlášeno před začátkem soutěže. | B-mužstvo bylo odhlášeno před začátkem soutěže. | B-mužstvo bylo odhlášeno před začátkem soutěže. |